# أنور البني
أنور البني وُلد عام 1959 هو محامي وناشط سوري في مجال حقوق الإنسان. اشتهر بفضل مدافعته في الكثير من القضايا عن شخصيات معروفة مثل رياض الترك ورياض سيف مالك مشعل مصابيح الشوارع (صحيفة مستقلة عن الحكومة السورية) كما دافع عن بعض المتظاهرين الكرد وعشرات القضايا الأخرى.
ولد البني في حماة لعائلة مسيحية نشطة في مجال السياسة كحزب معارض يساري. خلال مقابلة صحفية له مع الصحفي الأمريكي روبن رايت أكد أنور أنه أصبح مهتما بالدفاع عن المنشقين والثوريين بعد تعرضه للضرب وبعدما تم وضع لحيته على النار مباشرة من قبل الجنود السوريين أثناء الاجتياح العسكري لحماة في عام 1981. أمضى أنور معظم حياته في الدفاع عن
المعارضين السياسيين في سوريا مما أكسبه شهرة كبيرة خاصة في ظل الوضع «الكارثي» لحقوق الإنسان في سوريا. شغل أنور منصب رئيس مركز البحوث والدراسات القانونية بتمويل من الاتحاد الأوروبي الذي كان يهدف لتدعيم وتعزيز حقوق الإنسان في البلد لكن المركز تم إغلاقه بأمر من السلطات بعد اعتقال البني عام 2006.
دافع البني خلال ربيع دمشق عن الناشط عارف دليلة حيث حضر محاكمته في عام 2002 وتسبب في جدل كبير بعدما قدم للقاضي منديلا ملطخا بالدماء كدليل على تعرضه للضرب في السجن؛ هذا الأمر استفز القاضي والمحكمة معا مما أدى إلى صدور قرار يمنعه من ممارسة أي نشاط قضائي لبقية حياته.

## السجن
اعتُقل في أيار/مايو 2006 من قِبل قوات الأمن بعد توقيع إعلان بيروت دمشق الذي كان يدعو إلى الإصلاح الديمقراطي. حُكم عليه في وقت لاحق بالسجن لمدة خمس سنوات بتهمة نشر أخبار كاذبة أو مبالغ فيها من شأنها أن تضعف الروح الوطنية والانتماء إلى جمعية غير مرخصة من الجمعيات السياسية ذات الطابع الدولي ثم التشكيك في مؤسسات الدولة وربط اتصالات ببلد أجنبي. حُكم عليه أيضا بغرامة مالية قُدرت بـ 2000 دولار أمريكي بسبب تأسيسه وترأسه لمركز البحوث والدراسات القانونية دون إذن من الحكومة. وكان محللون سوريون وأجانب قد وصفوا الحكم بأنه قاسي للغاية ولا مجال لمقارنته مع الأحكام الصادرة في «الجرائم المماثلة» واعتبروا ذلك «تحذيرا شديد اللهجة للمعارضة السورية».
اعتبرته منظمة العفو الدولية _غير الحكومية_ سجين رأي، أما الرئيس الأمريكي جورج دبليو بوش فقد دعا في خطاب سياسي السلطات في سوريا إلى ضرورة الإفراج السريع عن البني وتمتيعه بكافة حقوقه.
بعد إطلاق سراحه من السجن في عام 2011، استمر في الدفاع عن حقوق المعتقلين ثم هرب من سوريا نهاية عام 2014 عقب اشتداد الحروب والمعارك. يُقيم حاليا في ألمانيا ويعمل على فتح ملفات مجرمي الحرب في سوريا الذين نجوا من العقاب كما يعمل على تشجيع وتأييد ما يُعرف بالعدالة الانتقالية.

## الجوائز
- حصل في عام 2008 على جائزة الخط الأمامي للمدافعين عن حقوق الإنسان المعرضين للخطر.[8]
- في عام 2009م، حصل على جائزة حقوق الإنسان من قبل الرابطة الألمانية للقضاة.[9]

- في عام 2018م، فاز بجائزة حقوق الإنسان الفرنسية-الألمانية.[10]